# Pyrausta flavimarginalis
Pyrausta flavimarginalis is een vlinder van de familie van de grasmotten (Crambidae). De wetenschappelijke naam van deze soort is voor het eerst voorgesteld als Calamochrous flavimarginalis door George Francis Hampson in een publicatie uit 1913.
De soort komt voor in Congo-Kinshasa en Kenia.